# 速檀阿哈瑪特
速檀阿哈瑪特（Ahmad Sultan，？—1700年？），一作素勒坦阿哈木特，博爾濟吉特氏，吐魯番人，蒙古察合台後王，葉爾羌阿克巴錫汗（馬哈麻特·木明）之子，17世纪末葉爾羌汗國的末代可汗。

## 生平
1694年初，阿哈瑪特之父、巴巴汗第三子馬哈麻特木明在葉爾羌等地伯克的支持下，前往葉爾羌（今新疆莎車縣）即位，成為葉爾羌可汗，號稱“阿克巴錫汗”。阿克巴錫藉助黑山派力量鞏固政權後，派兵攻克了白山派控制的喀什噶爾（今喀什市）。阿哈瑪特被其父委派管理喀什噶爾。但此時掌握喀什噶爾實權的是吉利吉思（柯爾克孜人）部落。吉利吉思人與喀什噶爾白山派信徒擁立阿哈瑪特為汗，公然與其父阿克巴錫汗對抗。阿克巴錫率吐魯番諸伯克出征喀什噶爾，但被吉利吉思軍隊俘獲並殺害。吉利吉思比（部落首領）阿爾祖·馬哈麻特擁戴速檀阿哈瑪特前往葉爾羌，阿哈瑪特成為最後一位有記載的葉爾羌可汗。葉爾羌汗国众伯克們不甘失敗，向蒙古準噶爾部求援。約在1700年，準噶爾軍隊在楚琥拉台吉等人的率領下，南征葉爾羌、喀什噶爾。吉利吉思人敗走。在征服葉爾羌、喀什噶爾等城後，準噶爾渾台吉策妄阿拉布坦改變了以往扶植葉爾羌汗家族作為傀儡政權的方式，而是直接任命當地伯克管理各城。此後，葉爾羌汗國徹底滅亡。

## 家庭
速檀阿哈瑪特有子莽蘇爾，居於吐魯番，後被準噶爾人遷至喀喇沙爾（今焉耆縣）。大小和卓之亂時逃往葉爾羌。乾隆二十四年（1759年），朝廷以其為元太祖成吉思汗後裔，令遷居北京，封為一等台吉。
- 父：馬哈麻特·木明，葉爾羌汗
- 弟：伊斯懇德爾
- 子：莽蘇爾、哈什木